# 利耶尔维尔
利耶尔维尔（法語：Lierville）是法国瓦兹省的一个市镇，属于博韦区（Beauvais）韦克桑地区绍蒙县（Chaumont-en-Vexin）。该市镇总面积7.75平方公里，2009年时的人口为223人。

## 人口
利耶尔维尔人口变化图示